# Інкерман (Ренфрюшир)
Інкерман — невеликий хутір, заснованим у 1858 році в парафії абатства Пейслі для розміщення шахтарів, які видобували залізняк. Пізніше зайнятість з'явилася завдяки допоміжним операціям, включаючи видобуток сланцевого вугілля та нафтопереробку. Загалом в Інкермані налічується сім шахт. Село було назване на честь нещодавньої (1854 р.) британської військової перемоги в Інкерманській битві у Кримській війні. Аналогічно, у сусідньому селищі Балаклава з 1855 року жили шахтарі шахт Кліппенса (нині Лінвуд). Селище Редан було назване на честь штурму укріплень — Редан — під час облоги Севастополя (1854—1855). Шахтарі з цих поселень мали свої власні суперництва. У суботу 12 липня 1859 року шахтарі з Редану в Лінвуді, з одного боку Чорного Возу, та їхні суперники з Інкерману, з іншого боку, зійшлися в (пишноназваній) «Битві за Лінвудський міст» (Міст все ще існує в кінці Брідж-стріт у Лінвуді). Чоловіки були озброєні різною зброєю, такою як гірничі інструменти, мечі та кийки. Відбулася кривава битва, в результаті якої один чоловік загинув, а кілька інших були важко поранені
Інкерман знаходився неподалік від Кандренса, де Блекстоун-роуд проходить під шосе A737. Воно складалося з трьох рядів котеджів (побудованих власниками шахти Merry & Cunninghame Ltd), які називалися Перший, Другий і Третій ряди, а також магазину, школи і шкільного будинку. Школа і шкільний будинок існують досі, останній — як приватний будинок. Було зведено зал місії Церкви Шотландії, а пізніше було сформовано боулінг-клуб «Інкерман» (який на Блекстоун-роуд існує й досі). Зі збільшенням населення до так званої «шахтарської сировини» (sic) додалися Ойлворк-Роу та Стейт-Роу. Крамниця належала компанії, і в ній шахтарям надавалися значні кредити, часто всупереч закону (Закони про вантажівки). Магазин також був поштовим відділенням. Населення селища зросло з 723 (1871) до 948 (1881).
Коли шахти вичерпалися, населення почало зменшуватися — наприклад, до 699 (1891). Певний період працював нафтовий завод (The Walkinshaw Oil Company), який видобував нафту зі сланцю, і цегельний завод (частина компанії Merry and Cunninghame), який виготовляв цеглу зі сланцевих відходів — блакитного каменю — але він зник разом з гірничодобувною галуззю.
Люди роз'їхалися, а останню «шахтарську сировину» було знесено в 1940-х роках. Інкерман більше не позначений на картах, але його можна знайти в історичних серіях Ordnance Survey, як і Балаклаву біля Кліппенса.